# Einer Lind
Einer Lind (født 1932) er tidligere chefpolitiinspektør for Københavns Politi.
Lind voksede op på Nørrebro, blev uddannet møbelsnedker og senere politibetjent. I begyndelsen var han tilknyttet Station 6. Igennem hans 36-årige virke hos politiet var han involveret i flere BZ-rydninger samt 18. maj-urolighederne og Terrorangrebet den 22. juli 1985.
Einer Lind medvirker i en dokumentarfilm om BZ-bevægelsen og har skrevet en bog om hans tid hos politiet: Bisser og bananer. Erindringer fra 36 år i Københavns Politi, udgivet af Rosinante i 2001.
Han gik på pension i 1995.
I 1985 blev han Ridder af Dannebrog. Han bærer også Hæderstegnet for 25 års god tjeneste i politiet, Hæderstegnet for 25 års god tjeneste i Civilforsvaret, Luxembourgs Fortjenstorden og Oranje-Nassau Ordenen.

## Henvisning
1. ↑  "De medvirkende i filmen". Arkiveret fra originalen 24. juli 2011. Hentet 10. august 2010.